# Transtorno depressivo menor
O transtorno depressivo menor, também conhecido como depressão menor, é um transtorno do humor que não atende a todos os critérios para um transtorno depressivo maior, mas pelo menos a dois sintomas. Esses sintomas podem ser observados em diversos transtornos psiquiátricos e mentais, que podem levar a diagnósticos mais específicos da condição de um indivíduo. No entanto, algumas das situações podem não se enquadrar em categorias específicas listadas no Manual Diagnóstico e Estatístico de Transtornos Mentais. O transtorno depressivo menor é um exemplo de um desses diagnósticos inespecíficos, pois é um transtorno classificado no DSM-IV-TR na categoria Transtorno Depressivo Não Especificado (TD-NE). A classificação dos transtornos depressivos NE está em debate. O transtorno depressivo menor como um termo nunca foi um termo oficialmente aceito, mas foi listado no Apêndice B do DSM-IV-TR. Esta é a única versão do DSM que contém o termo, já que as versões anteriores e a edição mais recente, DSM-5, não o mencionam.
Uma pessoa é considerada como tendo um transtorno depressivo menor se apresentar 2 a 4 sintomas depressivos, sendo um deles humor deprimido ou perda de interesse ou prazer, durante um período de 2 semanas. A pessoa não deve ter sentido os sintomas por 2 anos e não deve ter ocorrido um evento específico que tenha causado o aparecimento dos sintomas. Embora nem todos os casos de transtorno depressivo menor sejam considerados como necessitando de tratamento, alguns casos são tratados de maneira semelhante ao transtorno depressivo maior. Este tratamento inclui terapia cognitivo-comportamental (TCC), medicação antidepressiva e terapia combinada. Muitas pesquisas apoiam a noção de que o transtorno depressivo menor é um estágio inicial do transtorno depressivo maior ou que é simplesmente altamente preditivo de um transtorno depressivo maior subsequente.

## Sinais e sintomas
O transtorno depressivo menor é muito semelhante ao transtorno depressivo maior nos sintomas. Geralmente, o humor de uma pessoa é afetado por pensamentos e sentimentos de tristeza ou desânimo ou pela perda de interesse em quase todas as atividades. As pessoas podem passar por altos e baixos nas suas vidas todos os dias, quando um evento, ação, stress ou muitos outros fatores podem afetar os seus sentimentos naquele dia. No entanto, a depressão ocorre quando esses sentimentos de tristeza persistem por mais do que algumas semanas.
Uma pessoa é considerada portadora de transtorno depressivo menor se apresentar 2 a 4 sintomas depressivos durante um período de 2 semanas. O Manual Diagnóstico e Estatístico de Transtornos Mentais lista os principais sintomas depressivos. Humor deprimido na maioria do dia e/ou perda de interesse ou prazer nas atividades normais devem ser vividas pelo indivíduo para ser considerado como tendo transtorno depressivo menor. Sem nenhum desses dois sintomas, o transtorno não é classificado como transtorno depressivo menor. Outros sintomas depressivos incluem perda ou ganho de peso significativo sem tentar fazer dieta (um aumento/diminuição do apetite também pode fornecer pistas), insónia ou hipersonia, agitação ou retardo psicomotor, fadiga ou perda de energia e sentimentos de inutilidade ou culpa excessiva.
Todos esses sinais podem se combinar para criar o último grupo de sintomas principais do transtorno depressivo menor: pensamentos sobre morte, pensamentos suicidas, planos de suicídio ou tentativas de suicídio.
O transtorno depressivo menor difere do transtorno depressivo maior no número de sintomas presentes, com 5 ou mais sintomas necessários para um diagnóstico de transtorno depressivo maior. Ambos os transtornos requerem humor deprimido ou perda de interesse ou prazer nas atividades normais para ser um dos sintomas e os sintomas precisam estar presentes por duas semanas ou mais. Os sintomas também devem estar presentes na maior parte do dia e dos dias por um período de duas semanas. O diagnóstico só pode ocorrer se os sintomas causarem "sofrimento ou prejuízo clinicamente significativo". A distimia consiste nos mesmos sintomas depressivos, mas a sua principal característica diferenciável é a sua natureza mais duradoura em comparação com a do transtorno depressivo menor. A distimia foi substituída no DSM-5 pelo transtorno depressivo persistente, que combina a distimia com o transtorno depressivo maior crónico.

## Tratamento
O tratamento do transtorno depressivo menor não foi estudado tão extensivamente quanto o do transtorno depressivo maior. Embora frequentemente haja semelhanças nos tratamentos usados, também há diferenças no que pode funcionar melhor para o tratamento do transtorno depressivo menor. Alguns pagadores terceirizados não pagam pelo tratamento de transtorno depressivo menor.
As principais técnicas de tratamento para o transtorno depressivo menor são o uso de antidepressivos e terapia. Normalmente, os pacientes com depressão leve eram tratados com espera vigilante, antidepressivos prescritos e aconselhamento de apoio breve, mas o Tratamento de Solução de Problemas para Cuidados Primários (TSP-CP) é uma Terapia Cognitivo-Comportamental que ganhou popularidade. Num estudo, o TSP-CP e a Paroxetina, um antidepressivo, mostraram ser igualmente eficazes na redução significativa dos sintomas. Noutro estudo, o TSP-CP foi comparado com o cuidado mais típico da época e mostrou reduzir os sintomas mais rapidamente. Embora o uso de antidepressivos tenha sido amplamente utilizado, nem todos concordam que seja um tratamento apropriado para alguns quadros deste.
Outra alternativa pesquisada é o uso da erva de São João (Hypericum perforatum). Este tratamento à base de plantas foi estudado por vários grupos com vários resultados. Alguns estudos mostram evidências de que o tratamento é útil para tratar a depressão leve, mas outros mostram que ele não faz melhor do que um placebo.

## História
Na sua essência, o transtorno depressivo menor é a mesma doença que o transtorno depressivo maior, mas com os sintomas menos pronunciados. Isso está intimamente ligado à história do transtorno depressivo maior. No passado, a depressão foi em grande parte envolta em mistério, já que as suas causas e tratamento apropriado eram em grande parte desconhecidos. Na década de 1950, estava claro que a depressão poderia ser uma doença mental e, em grande parte, física, podendo ser tratada por meio de psicoterapia e medicação. Quando o DSM-IV-TR foi criado e o transtorno depressivo maior foi explicado com mais clareza, ainda parecia haver uma gama não categorizada de "depressões". As pessoas nesta categoria não tinham um conjunto completo de sintomas para serem diagnosticadas com depressão maior, ainda que estivessem deprimidas. A solução do DSM-IV-TR para essa faixa não codificada de "depressões" foi criando a categoria Transtorno Depressivo Não Especificado (NE). Este grupo de transtornos não especificados incluiu o transtorno depressivo menor. Na recente mudança para o atual DSM-5, o transtorno depressivo menor foi retirado da lista de transtornos depressivos.
Com o desaparecimento do transtorno depressivo menor do DSM-5, houve confusão entre o transtorno distímico, transtorno depressivo persistente e transtorno depressivo menor. O transtorno distímico era uma subseção do DSM-IV-TR sob os transtornos do humor. No DSM-5, a distimia foi renomeada de "Transtorno Depressivo Persistente (Distimia)". Existem diferenças entre o transtorno depressivo persistente e o transtorno depressivo menor, incluindo: duração da presença dos sintomas, número de sintomas presentes e períodos recorrentes. O diagnóstico de transtorno depressivo menor tem sido historicamente mais difícil de delinear, o que talvez possa ter levado ao desaparecimento do transtorno. O DSM-IV-TR inclui uma declaração detalhando da dificuldade do diagnóstico, "os sintomas que atendem aos critérios de pesquisa para transtorno depressivo menor podem ser difíceis de distinguir daqueles que correspondem a períodos de tristeza que são uma parte inerente da vida cotidiana".